# 馬國翰
馬國翰（1794年—1857年），字词溪，号竹吾，山東濟南歷城人，清代目录学家。

## 生平
先世是山東章丘人，曾祖父时迁居历城。父馬錦，歷任山西汾州府經歷、甯鄉、武鄉、天鎮等知縣。自幼隨父於山西任上從賈璇读书，十六歲时，父病死太原，十九岁考取秀才，好學，每見異書便用手抄錄，道光十一年，以第三名中舉鄉試，道光十二年（1832年）恩科进士，時年三十九歲。有詩云：「風簷辛苦憶從前，七度鄉科二十年。」此後歷任陝西洛川、石泉、涇陽等知縣。道光十九年（1839年）因政績卓越，以刺史陞用，因去家既久，墳墓廬舍均須修治，請假歸里；道光二十四年（1844年）擢陝西隴州（今隴縣）知州。咸豐三年（1853年）引疾辭歸，四年後病逝，葬於九里山陽，享年六十四。
馬氏自序《玉函山房藏書簿錄》，述其蒐藏圖書之經過，云：
| “                            | 余性嗜書，聞友人家中有奇編秘籍，每以一瓻乞假，手自抄錄。遇諸市肆，不惜重直購之。為諸生日，硯田所獲，半供書價。或有時典質衣裘，室人以書痴譙余，弗顧也。比筮仕西秦，前後十四年，中間家居者五年，廣搜博訪，細大不捐，乃積書五萬七千五百餘卷。 | ” |
| ——《玉函山房藏書簿錄．自序》 | |   |

## 成就
馬國翰一生從事古書輯佚，與黃奭齊名，人稱“輯佚兩大家”。有自編《玉函山房藏書簿錄》及輯佚鉅著《玉函山房輯佚書》，其後有外孫李元璡整理著作輯成全集。光緒十三年（1887年），蔣式瑆經李氏兄弟求諸馬家，索得馬國翰輯佚殘稿，先後校錄成《玉函山房手稿存目》。十五年（1889年）將馬氏詩詞雜著合刊為《馬氏全書》，山東巡撫張曜為梓印六十部。其中收錄了《目耕帖》三十一卷、《目耕帖續刻》二卷、《玉函山房文集》五卷、《文續集》五卷、《買春詩話》一卷、《農諺》一卷、《竹如意》二卷、《神萃》一卷、《紅藕花軒泉品》九卷與《分類編典稿》一冊等。